# Herojśke (obwód chersoński)
Herojśke (ukr. Геройське), do 1963 Prohnoji (ukr. Прогної) – wieś na Ukrainie, w obwodzie chersońskim, w rejonie skadowskim, w hromadzie Czułakiwka. W 2022 roku miała 625 mieszkańców.